# Balbek bureau
Balbek bureau – майстерня архітектури та дизайну інтер'єру, заснована Славою Балбеком і Борисом Дороговим у 2018 році після реструктуризації студії 2b.group. Проєкти майстерні відзначені міжнародними нагородами, як-от Hospitality Design Awards, Interior Design Best of Year, Architecture MasterPrize та IIDA Global Excellence Awards. Портфоліо бюро охоплює комерційні, корпоративні та житлові простори в Європі, США та Китаї.

## Проєкти
- Banda, офіс креативної агенції, Київ, Україна, 2016-2018[1]
- Bursa, бутик-готель, Київ, Україна, 2018[2]
- 906 World, культурний центр, Сан-Франциско, США, 2018[3]
- Kyiv Food Market, фуд-хол, Київ, Україна, 2019[4]
- Молодість, ресторан, Київ, Україна, 2019
- Тайський Привіт, ресторан, Київ, Україна, 2019
- Zweig, бар, Київ, Україна, 2020[5]
- Grammarly, офіс IT-компанії, Київ, Україна, 2020[6]
- Darron, маркетинг-центр, Циндао, Китай, 2020
- 6:19, тату-салон, Київ, Україна, 2020[7]
- Say No Mo, салон краси, Київ, Україна, 2020[8]
- Lumberjack, готель, Сонора, США, 2021
- MAO, китайський ресторан, Харків, Україна, 2022[9]
- Home.Memories, артінсталяція, Антарктида, 2022-2023[10]

## Нагороди
- 2018 The Restaurant & Bar Design Awards за 4CITY[11]
- 2018 IIDA Global Excellence Awards за BURSA
- 2018 IIDA Global Excellence Awards за 4CITY
- 2019 East Centric Arhitext Awards за BURSA[12]
- 2019 17th International Design Media Award (IDMA) за Banda
- 2019 Elle Decoration International Design Awards Ukraine, Слава Балбек, «Дизайнер року»[13]
- 2020 The Architecture MasterPrize за Kyiv Food Market[14]
- 2020 Interior Design Best of Year Honoree за Zweig[15]
- 2020 Interior Design Best of Year за Say No Mo[15]
- 2020 Interior Design Best of Year, Слава Балбек «Best of Year Rising Star»[15]
- 2020 Dezeen Awards Longlisted за 6:19 tattoo studio[16]
- 2021 Hospitality Design Awards за Say No Mo[17]
- 2022 Interior Design Best of Year Honoree за Dubler[18]

## Соціальні ініціативи
У 2021 році бюро заснувало SIDAA (Social Impact Design and Architecture), некомерційну ініціативу, що має на меті покращення комфортності українських міст. Перший проєкт SIDAA, довідник «Доступне середовище», адаптує державні будівельні норми для організації доступного простору. 

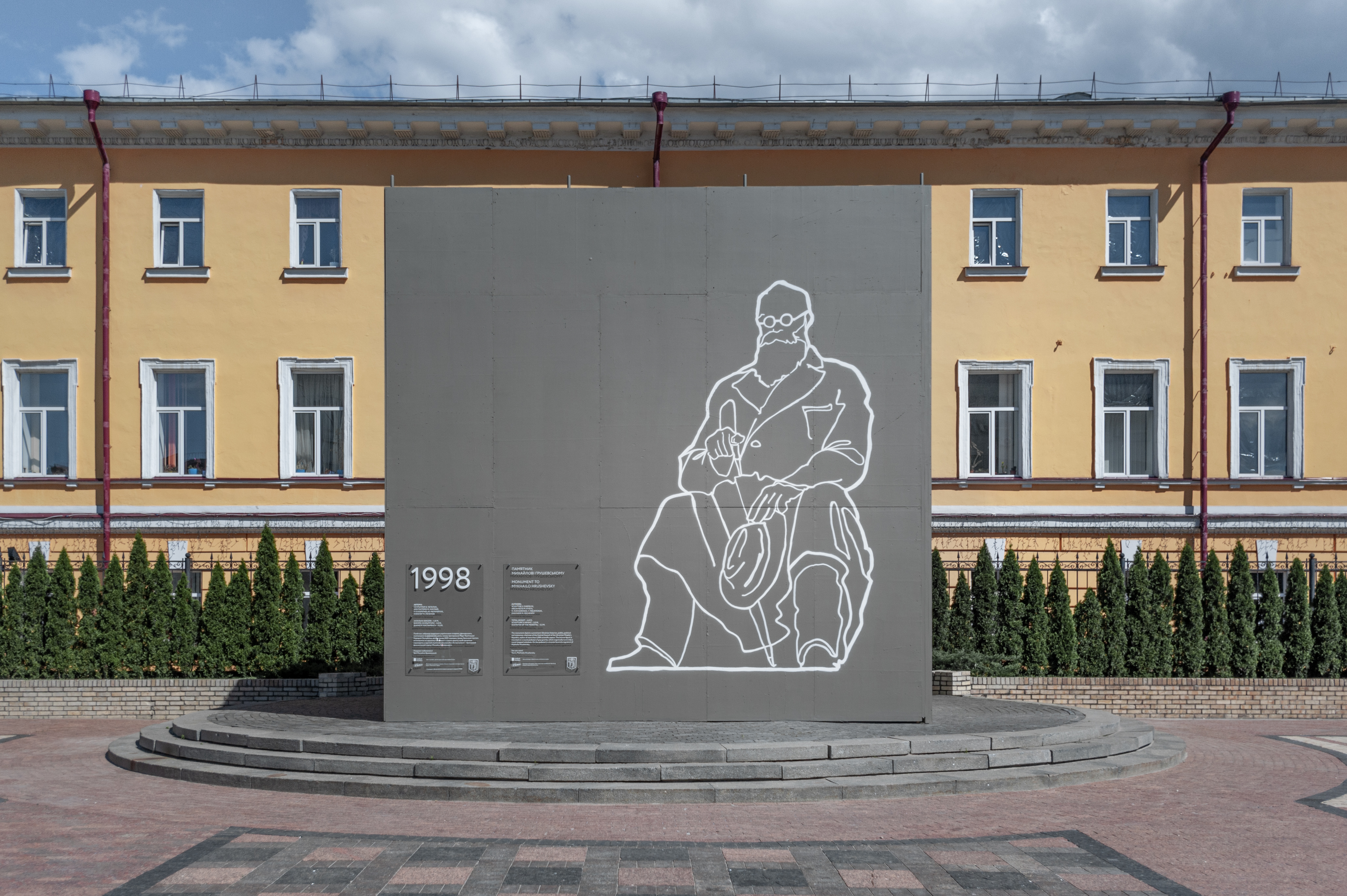
Пам'ятник Михайлові Грушевському в Києві, захищений за системою RE:Ukraine Monuments.

Другим проєктом став COVID pack, набір мультимедійних матеріалів для нагадування про важливість індивідуального захисту від COVID-19. У 2022 році balbek bureau розробило систему тимчасового житла RE:Ukraine Housing для внутрішньо переміщених осіб, а також створило систему RE:Ukraine Monuments для захисту пам’ятників. Окрім того, було запущено онлайн-конструктор RE:Ukraine Villages для відновлення сільських будинків з урахуванням локального контексту.